# Lijst van voetbalinterlands Nederland - Oekraïne (vrouwen)
Deze lijst van voetbalinterlands is een overzicht van alle voetbalwedstrijden tussen de nationale vrouwenteams van Nederland en Oekraïne. Nederland en Oekraïne hebben één keer tegen elkaar gespeeld. De wedstrijd was op 23 augustus 2009 in Turku.

## Wedstrijden
| № | Plaats | Datum            | Competitie | Wedstrijd            | Uitslag |
| - | ------ | ---------------- | ---------- | -------------------- | ------- |
| 1 | Turku  | 23 augustus 2009 | EK 2009    | Oekraïne − Nederland | 0 − 2   |

## Samenvatting
| Competitie   | Totaal gespeeld | Winst Nederland | Gelijk | Winst Oekraïne | Doelsaldo Nederland – Oekraïne |
| ------------ | --------------- | --------------- | ------ | -------------- | ------------------------------ |
| EK-eindronde | 1               | 1               | 0      | 0              | 2 − 0                          |
| Totaal       | 1               | 1               | 0      | 0              | 2 − 0                          |